# Ixora diversifolia
Ixora diversifolia är en måreväxtart som beskrevs av Robert Brown och Wilhelm Sulpiz Kurz. Ixora diversifolia ingår i släktet Ixora och familjen måreväxter.

## Underarter
Arten delas in i följande underarter:
- I. d. diversifolia
- I. d. flexilis